# Woolsthorpe-by-Colsterworth
Koordinaten: 52° 48′ 36″ N, 0° 37′ 59″ W
Woolsthorpe-by-Colsterworth ist ein Weiler (englisch: Hamlet) der Gemeinde Colsterworth im District South Kesteven der englischen Grafschaft Lincolnshire. Bekannt ist der Ort als Geburtsort von Isaac Newton.
Woolsthorpe-by-Colsterworth liegt 170 Kilometer nördlich von London und einen Kilometer westlich der A1, die eine wichtige Nord-Süd-Verbindung im Vereinigten Königreich ist.

## Woolsthorpe Manor

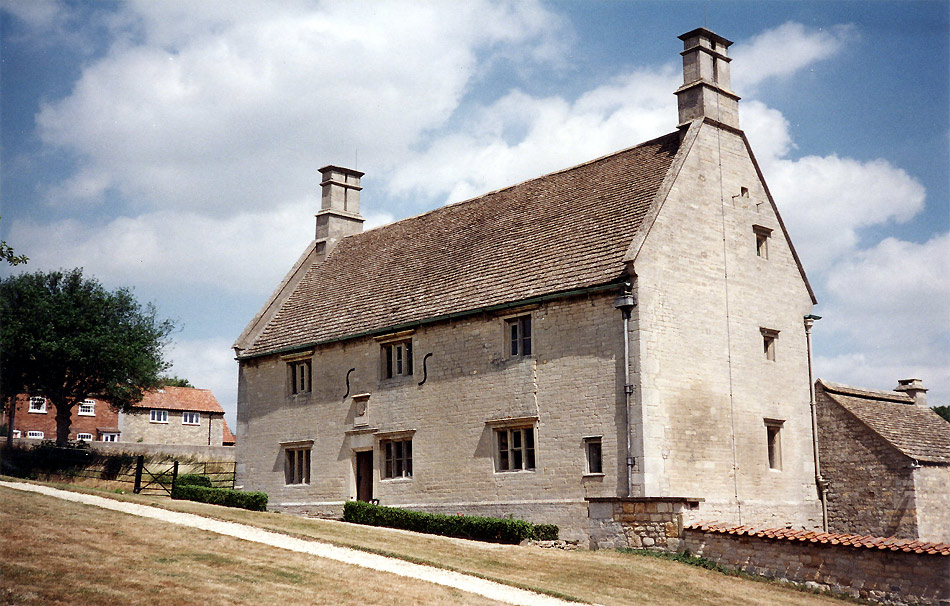
Woolsthorpe Manor, Geburtshaus von Isaac Newton

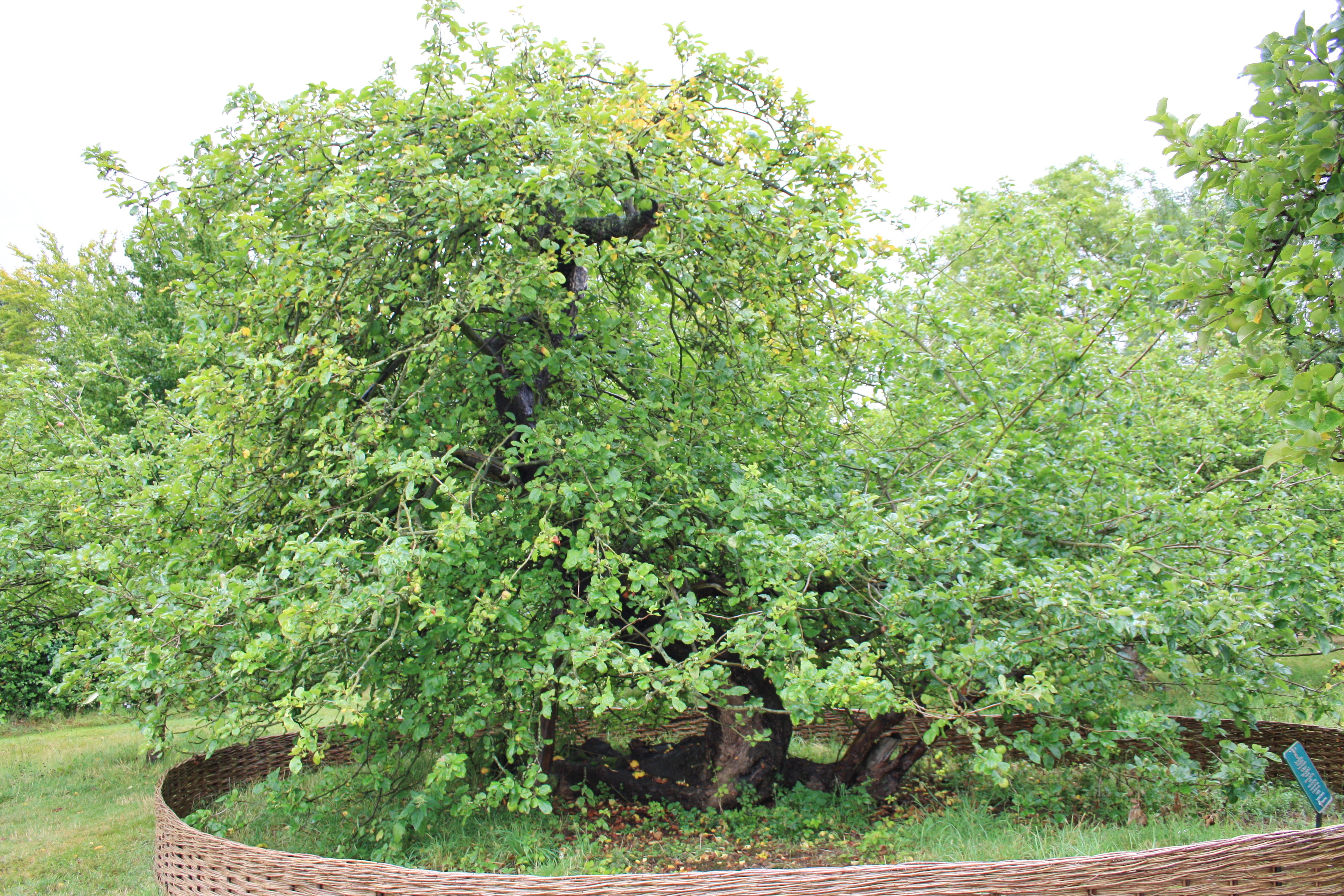
Der legendäre Apfelbaum

Woolsthorpe Manor, Newtons Geburtshaus, ist ein kleines Gutshaus des späten 16. oder frühen 17. Jahrhundert aus Kalkstein. Es gehört dem National Trust und ist öffentlich zugänglich. Newton wurde dort am 25. Dezember 1642jul. / 4. Januar 1643greg. geboren. Er kam 1665 bis 1667, in seinem wegen seiner Erkenntnisse so genannten 'Annus mirabilis ', dorthin zurück während der Großen Pest von London und führte hier auch Versuche durch. Es wird angenommen, dass ihm hier die Betrachtung eines Apfels am Apfelbaum, evtl. auch der Fall des Apfels vom Baum, im Garten von Woolsthorpe Manor auf das Newtonsche Gravitationsgesetz brachte. Die Apfellegende basiert auf einer Geschichte, die Newton selbst seinem Biografen William Stukeley 1726 erzählt hat:

“… after dinner, the weather being warm, we went into the garden, & drank thea (tea) under the shade of some appletrees, only he, & myself. amidst other discourse, he told me, he was just in the same situation, as when formerly, the notion of gravitation came into his mind. «why should that apple always descend perpendicularly to the ground,» thought he to him self: occasion'd by the fall of an apple, as he sat in a contemplative mood: «why should it not go sideways, or upwards? but constantly to the earths centre? assuredly, the reason is, that the earth draws it…»”

„… Nach dem Abendessen, das Wetter war warm, gingen wir in den Garten und tranken Tee im Schatten einiger Apfelbäume, nur er und ich selbst. Mitten im Gespräch erzählte er mir, er wäre in gerade derselben Situation gewesen, als damals die Idee der Gravitation in seinen Sinn kam. «Warum sollte dieser Apfel immer senkrecht zu Boden fallen,» dachte er bei sich selbst, inspiriert durch den Fall eines Apfels, während er grübelnd da saß: «Warum sollte er sich nicht zur Seite oder aufwärts bewegen statt konstant zum Erdmittelpunkt? Natürlich, die Ursache ist, dass die Erde ihn zieht…»“

Ähnliche Beschreibungen finden sich bei Voltaire, der dabei Newtons Nichte Catherine Barton als Quelle benennt, sowie bei deren Ehemann John Conduitt.
Der mutmaßliche Apfelbaum der Sorte Flower of Kent ist im Garten zu betrachten. Er wurde in die Liste der 50 Great British Trees des Tree Council aufgenommen.